# Aleiodes akidnus
Aleiodes akidnus är en stekelart som beskrevs av Marsh och Shaw 1998. Aleiodes akidnus ingår i släktet Aleiodes och familjen bracksteklar. Inga underarter finns listade i Catalogue of Life.